# Batuse
Batuse en serbe latin et Batushë en albanais (en serbe cyrillique : Батусе) est une localité du Kosovo située dans la commune/municipalité de Fushë Kosovë/Kosovo Polje, district de Pristina (Kosovo) ou district de Kosovo (Serbie). Selon le recensement kosovar de 2011, elle compte 278 habitants.
Selon le découpage administratif kosovar, elle fait partie de la commune/municipalité de Gračanica/Graçanicë.

## Démographie

### Évolution historique de la population dans la localité
| 1948 | 1953 | 1961 | 1971 | 1981 | 1991 | 2011 |
| ---- | ---- | ---- | ---- | ---- | ---- | ---- |
| 373  | 409  | 419  | 458  | 489  | 542  | 278  |

|  |

### Répartition de la population par nationalités (2011)
En 2011, les Serbes représentaient 70,50 % de la population et les Albanais 28,78 %.